# Emilio Giglioli
 (septembre 2013).
Si vous disposez d'ouvrages ou d'articles de référence ou si vous connaissez des sites web de qualité traitant du thème abordé ici, merci de compléter l'article en donnant les références utiles à sa vérifiabilité et en les liant à la section « Notes et références ».
Pour les articles homonymes, voir Giglioli.
Emilio Giglioli (né le 11 mai 1888 à Bologne) est un général italien.

## Biographie
Emilio Giglioli est commandant d'infanterie de la 52e Régiment « Alpes ». Il est commandant de la brigade des chasseurs des Alpes.
 
Il devient général adjoint du commandant 41e Division de Florence en 1941 puis agent et commandant des troupes à Zadar entre 1942 et 1943.
Il devient chef d'état-major en Afrique du Nord en 1943.
Il devient chef d'état-major du groupe d'armées Sud en Albanie et en Grèce.